# ساتیش شاه
ساتیش شاه (انگلیسی: Satish Shah؛ زادهٔ ۲۵ ژوئن ۱۹۵۱) یک هنرپیشه اهل هند است.
از فیلم‌ها یا برنامه‌های تلویزیونی که وی در آن نقش داشته‌است می‌توان به ام شنتی ام اشاره کرد.

## فیلم‌شناسی
فهرست برخی از فیلم‌هایی که ساتیش شاه در آنها به ایفای نقش پرداخته‌است:
- ام شنتی ام
- گاهی آره گاهی نه
- داماد عاشق عروس را می‌برد
- چلته چلته
- من اکنون اینجایم
- بگو… عاشقم هستی
- دل‌های شکسته
- فنا
- دوقلوها
- ما با هم هستیم
- هر دلی که عاشق بشه
- با من ازدواج می‌کنی؟
- ما همدیگر را خواهیم دید
- دل همچنان هندوستانی است
- من تنها، تو تنها
- بازی
- افسر پلیس
- ازدواج شماره ۱
- عاشق آواره
- قهرمان شماره ۱
- از کجا آمده‌اید
- به نظر می‌رسد
- سرگرمی
- شانس رقص
- عشق عاشقانه
- مقاومت
- نیمی از حقیقت
- هیرو هیرلال
- عزیزم بریم خونه بابام
- آتش بی‌حرمتی
- هالو شماره یک
- حالا یا هیچ‌وقت
- دوست بیچارگان
- عشق ۸۶
- فقط اجازه دهید بروم دوستان
- احضار موهان جوشی
- رامجی مردی از لندن
- کلاه مخفیانه
- بوسه بوسه قسمت
- پسر هیمالیا
- من قوی هستم
- جستجو کردن
- کی میدونه فردا چی میشه؟
- عشق در تایمز اسکوئر
- عزت خانه
- رامایا خواهد آمد
- رویاهای هفت رنگ
- چرا آلبرت پینتو عصبانی میشه؟
- آریان
- پدربزرگ خدا
- به من قسم بخور
- ویرانه
- اوباش امروز راجا
- جمعیت
- همیشه مراقب باشید
- دزدی بزگتر